# The Continuing Story of Bungalow Bill
The Continuing Story of Bungalow Bill – utwór zespołu The Beatles z albumu The Beatles autorstwa duetu Lennon/McCartney, napisany przez Johna Lennona.

## Twórcy
Źródło:
- John Lennon – wokal, gitara akustyczna, organy
- Paul McCartney – wokal wspierający, basowa
- George Harrison – wokal wspierający, gitara akustyczna
- Ringo Starr – wokal wspierający, perkusja
- Yōko Ono – wokal, wokal wspierający
- Chris Thomas – melotron
- Maureen Starkey – wokal wspierający